# Ramón Cuello
Ramón Cuello Riera (Barcelona, 1939) es un escultor español. 
Realizó sus estudios en la Escuela Massana y en la Escuela de Bellas Artes de Barcelona (la Llotja). Su primera exposición individual fue en la Sala Parés de Barcelona en 1978, fecha desde la que ha efectuado numerosas exposiciones tanto en España como en el extranjero. Ha realizado numerosas esculturas y monumentos públicos tanto en Barcelona como en muchas otras diversas ciudades catalanas. 
Su obra ha evolucionado de forma ecléctica, tratando diversos estilos, desde el realismo hasta la abstracción, y utilizando diversos materiales. Entre sus obras figurativas destacan especialmente sus desnudos femeninos.
En 2011 recibió la Cruz de Sant Jordi de la Generalidad de Cataluña. 

## Obras
- Bustos de los reyes de España en el Museo Naval de Madrid.
- Busto del príncipe Felipe en la Academia Militar de Zaragoza.
- Figuras de personajes como Pere Tarrés i Claret y Francesc Aleu, fundador de la Federació de Joves Cristians de Catalunya, para la nueva fachada del Monasterio de Montserrat, comenzada tras la Guerra Civil Española por Joan Rebull Torroja.
- Bustos de los condes de Barcelona para el Salón de Ciento del Ayuntamiento de Barcelona.
- Mujer con flores en la cabeza, situada en el vestíbulo del Área Materno-infantil del Hospital Universitario Valle de Hebrón de Barcelona.
- Talla de la Virgen de Loreto en la Basílica del Pilar de Zaragoza.
- Esculturas de San José y la Virgen María para el transepto del Templo Expiatorio de la Sagrada Familia.
- Busto de Juan Pablo II y una escultura del Rostro de Jesús sufriente, entre otras más para la Iglesia de Santa Eulàlia, en Esparreguera (Barcelona).
- Crucifijo para la Catedral de Arequipa.